# Paola Suárez
Paola Suárez (Pergamino, 23 juni 1976) is een tennisspeelster uit Argentinië. Zij staat voornamelijk bekend als dubbelspelspecialiste.
Bij de Olympische Spelen van 2004 in Athene won zij met Patricia Tarabini de bronzen medaille in het vrouwendubbelspel. Zij won acht grandslamtoernooien in het dubbelspel.
Ze speelde het vrouwendubbelspel voornamelijk samen met Virginia Ruano Pascual.
In de periode 1996–2004 maakte Suárez deel uit van het Argentijnse Fed Cup-team – zij behaalde daar een winst/verlies-balans van 14–5.
Begin februari 2012 kondigde ze haar comeback aan in het dubbelspel. Doel was om de Olympische Spelen in Londen te halen om samen met Gisela Dulko het vrouwendubbelspel te spelen. Dat lukte, maar ze werden er reeds in de eerste ronde uitgespeeld.

## Resultaten grandslamtoernooien
| Legenda | Legenda                          |
| ------- | -------------------------------- |
| g.t.    | geen toernooi gehouden           |
| l.c.    | lagere categorie                 |
| –       | niet deelgenomen                 |
| G       | uitgeschakeld in de groepsfase   |
| 1R      | uitgeschakeld in de eerste ronde |
| 2R      | uitgeschakeld in de tweede ronde |
| 3R      | uitgeschakeld in de derde ronde  |
| 4R      | uitgeschakeld in de vierde ronde |
| KF      | uitgeschakeld in de kwartfinale  |
| HF      | uitgeschakeld in de halve finale |
| F       | de finale verloren               |
| W       | het toernooi gewonnen            |
| w-v     | winst/verlies-balans             |

### Enkelspel
| Toernooi        | 1994 | 1995 | 1996 | 1997 | 1998 | 1999 | 2000 | 2001 | 2002 | 2003 | 2004 | 2005 |
| --------------- | ---- | ---- | ---- | ---- | ---- | ---- | ---- | ---- | ---- | ---- | ---- | ---- |
| Australian Open | –    | –    | –    | 2R   | 2R   | 1R   | 1R   | 4R   | 1R   | 3R   | 3R   | –    |
| Roland Garros   | 1R   | 2R   | 2R   | 1R   | 2R   | 2R   | 1R   | 2R   | KF   | 3R   | HF   | 1R   |
| Wimbledon       | 1R   | –    | 1R   | 1R   | 1R   | 1R   | 3R   | 1R   | 1R   | 4R   | KF   | –    |
| US Open         | 2R   | 1R   | 2R   | 3R   | 1R   | 2R   | 1R   | 1R   | 2R   | KF   | 3R   | –    |

### Vrouwendubbelspel
| Toernooi        | 1996 | 1997 | 1998 | 1999 | 2000 | 2001 | 2002 | 2003 | 2004 | 2005 | 2006 | 2007 |
| --------------- | ---- | ---- | ---- | ---- | ---- | ---- | ---- | ---- | ---- | ---- | ---- | ---- |
| Australian Open | –    | KF   | 2R   | 2R   | 2R   | KF   | 3R   | F    | W    | –    | KF   | 1R   |
| Roland Garros   | 1R   | 1R   | 2R   | 2R   | F    | W    | W    | F    | W    | W    | 2R   | 1R   |
| Wimbledon       | 1R   | 1R   | 2R   | 3R   | KF   | HF   | F    | F    | HF   | –    | F    | 1R   |
| US Open         | 1R   | 2R   | HF   | 2R   | 1R   | 3R   | W    | W    | W    | –    | KF   | 1R   |

### Gemengd dubbelspel
| Australian Open | –  | 1R | 1R | –  | 1R | F  | –  | 1R | 1R | 4-6 |
| Roland Garros   | –  | –  | –  | –  | F  | 1R | HF | 1R | 1R | 7-5 |
| Wimbledon       | 1R | 1R | –  | 3R | 2R | 1R | 3R | –  | 2R | 6-7 |
| US Open         | –  | 1R | 1R | 2R | 1R | 1R | 2R | –  | 2R | 3-6 |

## Palmares
| Legenda                |
| ---------------------- |
| Grandslamtoernooi      |
| Olympische Spelen      |
| Year-End Championships |
| Tier I                 |
| Tier II                |
| Tier III               |
| Tier IV & V            |

### WTA-finaleplaatsen enkelspel
| nr.              | finale     | toernooi      | ondergrond | tegenstandster     | score         |         |
| ---------------- | ---------- | ------------- | ---------- | ------------------ | ------------- | ------- |
| gewonnen finales |            |               |            |                    |               |         |
| 1.               | 1998-02-22 | WTA Bogota    | gravel     | Sonya Jeyaseelan   | 6-3, 6-4      | details |
| 2.               | 2001-02-25 | WTA Bogota    | gravel     | Rita Kuti Kis      | 6-2, 6-4      | details |
| 3.               | 2003-06-14 | WTA Wenen     | gravel     | Karolina Šprem     | 7-6, 2-6, 6-4 | details |
| 4.               | 2004-01-17 | WTA Canberra  | hardcourt  | Silvia Farina-Elia | 3-6, 6-4, 7-6 | details |
| verloren finales |            |               |            |                    |               |         |
| 1.               | 1999-05-22 | WTA Madrid    | gravel     | Lindsay Davenport  | 1-6, 3-6      | details |
| 2.               | 2000-02-20 | WTA São Paulo | gravel     | Rita Kuti Kis      | 6-4, 4-6, 5-7 | details |
| 3.               | 2001-01-06 | WTA Auckland  | hardcourt  | Meilen Tu          | 6-7, 2-6      | details |
| 4.               | 2002-03-02 | WTA Acapulco  | gravel     | Katarina Srebotnik | 7-6, 4-6, 2-6 | details |

### WTA-finaleplaatsen vrouwendubbelspel
| nr.              | finale     | toernooi            | ondergrond    | partner                | tegenstandsters                                     | score            |         |
| ---------------- | ---------- | ------------------- | ------------- | ---------------------- | --------------------------------------------------- | ---------------- | ------- |
| gewonnen finales |            |                     |               |                        |                                                     |                  |         |
| 1.               | 1996-05-05 | WTA Bol             | gravel        | Laura Montalvo         | Alexia Dechaume-Balleret Alexandra Fusai            | 6-7, 6-3, 6-4    | details |
| 2.               | 1998-01-17 | WTA Hobart          | hardcourt     | Virginia Ruano Pascual | Julie Halard-Decugis Janette Husárová               | 7-6, 6-3         | details |
| 3.               | 1998-02-22 | WTA Bogota          | gravel        | Janette Husárová       | Melissa Mazzotta Jekaterina Sysojeva                | 3-6, 6-2, 6-3    | details |
| 4.               | 1998-04-26 | WTA Boedapest       | gravel        | Virginia Ruano Pascual | Cătălina Cristea Laura Montalvo                     | 4-6, 6-1, 6-1    | details |
| 5.               | 1998-05-03 | WTA Bol             | gravel        | Laura Montalvo         | Joannette Kruger Mirjana Lučić                      | walk-over        | details |
| 6.               | 1998-05-10 | WTA Rome            | gravel        | Virginia Ruano Pascual | Amanda Coetzer Arantxa Sánchez Vicario              | 7-6, 6-4         | details |
| 7.               | 1998-07-12 | WTA Maria Lankowitz | gravel        | Laura Montalvo         | Tina Križan Katarina Srebotnik                      | 6-1, 6-2         | details |
| 8.               | 1999-05-22 | WTA Madrid          | gravel        | Virginia Ruano Pascual | María Fernanda Landa Marlene Weingärtner            | 6-2, 0-6, 6-0    | details |
| 9.               | 1999-07-18 | WTA Sopot           | gravel        | Laura Montalvo         | Gala León García María Sánchez Lorenzo              | 6-4, 6-3         | details |
| 10.              | 1999-10-10 | WTA São Paulo       | gravel        | Laura Montalvo         | Janette Husárová Florencia Labat                    | 6-7, 7-5, 7-5    | details |
| 11.              | 2000-02-13 | WTA Bogota          | gravel        | Laura Montalvo         | Rita Kuti Kis Petra Mandula                         | 6-4, 6-2         | details |
| 12.              | 2000-02-20 | WTA São Paulo       | gravel        | Laura Montalvo         | Janette Husárová Florencia Labat                    | 5-7, 6-4, 6-3    | details |
| 13.              | 2000-04-23 | WTA Hilton Head     | gravel        | Virginia Ruano Pascual | Conchita Martínez Patricia Tarabini                 | 7-5, 6-3         | details |
| 14.              | 2000-07-16 | WTA Klagenfurt      | gravel        | Laura Montalvo         | Barbara Schett Patty Schnyder                       | 7-6, 6-1         | details |
| 15.              | 2000-07-23 | WTA Sopot           | gravel        | Virginia Ruano Pascual | Åsa Carlsson Rita Grande                            | 7-5, 6-1         | details |
| 16.              | 2001-05-26 | WTA Madrid          | gravel        | Virginia Ruano Pascual | Lisa Raymond Rennae Stubbs                          | 7-5, 2-6, 7-6    | details |
| 17.              | 2001-06-10 | Roland Garros       | gravel        | Virginia Ruano Pascual | Jelena Dokić Conchita Martínez                      | 6-2, 6-1         | details |
| 18.              | 2001-07-15 | WTA Wenen           | gravel        | Patricia Tarabini      | Vanessa Henke Lenka Němečková                       | 6-4, 6-2         | details |
| 19.              | 2002-02-24 | WTA Bogota          | gravel        | Virginia Ruano Pascual | Tina Križan Katarina Srebotnik                      | 6-2, 6-1         | details |
| 20.              | 2002-03-02 | WTA Acapulco        | gravel        | Virginia Ruano Pascual | Tina Križan Katarina Srebotnik                      | 7-5, 6-1         | details |
| 21.              | 2002-05-19 | WTA Rome            | gravel        | Virginia Ruano Pascual | Conchita Martínez Patricia Tarabini                 | 6-3, 6-4         | details |
| 22.              | 2002-06-09 | Roland Garros       | gravel        | Virginia Ruano Pascual | Lisa Raymond Rennae Stubbs                          | 6-4, 6-2         | details |
| 23.              | 2002-08-18 | WTA Montréal        | hardcourt     | Virginia Ruano Pascual | Rika Fujiwara Ai Sugiyama                           | 6-4, 7-6         | details |
| 24.              | 2002-09-08 | US Open             | hardcourt     | Virginia Ruano Pascual | Jelena Dementjeva Janette Husárová                  | 6-2, 6-1         | details |
| 25.              | 2002-09-14 | WTA Bahia           | hardcourt     | Virginia Ruano Pascual | Émilie Loit Rossana Neffa-de los Ríos               | 6-4, 6-1         | details |
| 26.              | 2003-04-13 | WTA Charleston      | gravel        | Virginia Ruano Pascual | Janette Husárová Conchita Martínez                  | 6-0, 6-3         | details |
| 27.              | 2003-05-11 | WTA Berlijn         | gravel        | Virginia Ruano Pascual | Kim Clijsters Ai Sugiyama                           | 6-3, 4-6, 6-4    | details |
| 28.              | 2003-08-23 | WTA New Haven       | hardcourt     | Virginia Ruano Pascual | Alicia Molik Magüi Serna                            | 7-6, 6-3         | details |
| 29.              | 2003-09-07 | US Open             | hardcourt     | Virginia Ruano Pascual | Svetlana Koeznetsova Martina Navrátilová            | 6-2, 6-3         | details |
| 30.              | 2003-11-10 | WTA Championships   | hardcourt (i) | Virginia Ruano Pascual | Kim Clijsters Ai Sugiyama                           | 6-4, 3-6, 6-3    | details |
| 31.              | 2004-02-01 | Australian Open     | hardcourt     | Virginia Ruano Pascual | Svetlana Koeznetsova Jelena Lichovtseva             | 6-4, 6-3         | details |
| 32.              | 2004-03-21 | WTA Indian Wells    | hardcourt     | Virginia Ruano Pascual | Svetlana Koeznetsova Jelena Lichovtseva             | 6-1, 6-2         | details |
| 33.              | 2004-04-18 | WTA Charleston      | gravel        | Virginia Ruano Pascual | Martina Navrátilová Lisa Raymond                    | 6-4, 6-1         | details |
| 34.              | 2004-06-06 | Roland Garros       | gravel        | Virginia Ruano Pascual | Svetlana Koeznetsova Jelena Lichovtseva             | 6-0, 6-3         | details |
| 35.              | 2004-09-12 | US Open             | hardcourt     | Virginia Ruano Pascual | Svetlana Koeznetsova Jelena Lichovtseva             | 6-4, 7-5         | details |
| 36.              | 2004-10-31 | WTA Luxemburg       | hardcourt (i) | Virginia Ruano Pascual | Jill Craybas Marlene Weingärtner                    | 6-1, 6-7, 6-3    | details |
| 37.              | 2005-03-05 | WTA Dubai           | hardcourt     | Virginia Ruano Pascual | Svetlana Koeznetsova Alicia Molik                   | 6-7, 6-2, 6-1    | details |
| 38.              | 2005-03-20 | WTA Indian Wells    | hardcourt     | Virginia Ruano Pascual | Nadja Petrova Meghann Shaughnessy                   | 7-6, 6-1         | details |
| 39.              | 2005-06-05 | Roland Garros       | gravel        | Virginia Ruano Pascual | Cara Black Liezel Huber                             | 4-6, 6-3, 6-3    | details |
| 40.              | 2006-08-13 | WTA Los Angeles     | hardcourt     | Virginia Ruano Pascual | Daniela Hantuchová Ai Sugiyama                      | 6-3, 6-4         | details |
| 41.              | 2006-09-24 | WTA Peking          | hardcourt     | Virginia Ruano Pascual | Anna Tsjakvetadze Jelena Vesnina                    | 6-2, 6-4         | details |
| 42.              | 2006-10-01 | WTA Seoel           | hardcourt     | Virginia Ruano Pascual | Chuang Chia-jung Mariana Díaz Oliva                 | 6-2, 6-3         | details |
| 43.              | 2007-01-06 | WTA Auckland        | hardcourt     | Janette Husárová       | Hsieh Su-wei Shikha Uberoi                          | 6-0, 6-2         | details |
| 44.              | 2007-02-25 | WTA Bogota          | gravel        | Lourdes Domínguez Lino | Flavia Pennetta Roberta Vinci                       | 1-6, 6-3, [11-9] | details |
| verloren finales |            |                     |               |                        |                                                     |                  |         |
| 1.               | 1999-02-21 | WTA Bogota          | gravel        | Laura Montalvo         | Seda Noorlander Christína Papadáki                  | 4-6, 6-7         | details |
| 2.               | 2000-06-11 | Roland Garros       | gravel        | Virginia Ruano Pascual | Martina Hingis Mary Pierce                          | 2-6, 4-6         | details |
| 3.               | 2000-08-27 | WTA New Haven       | hardcourt     | Virginia Ruano Pascual | Julie Halard-Decugis Ai Sugiyama                    | 4-6, 7-5, 2-6    | details |
| 4.               | 2000-10-08 | WTA Toyota          | hardcourt     | Nana Miyagi            | Julie Halard-Decugis Ai Sugiyama                    | 0-6, 2-6         | details |
| 5.               | 2001-02-25 | WTA Bogota          | gravel        | Laura Montalvo         | Tathiana Garbin Janette Husárová                    | 4-6, 6-2, 4-6    | details |
| 6.               | 2001-03-03 | WTA Acapulco        | gravel        | Virginia Ruano Pascual | María José Martínez Sánchez Anabel Medina Garrigues | 4-6, 7-6, 5-7    | details |
| 7.               | 2001-03-17 | WTA Indian Wells    | hardcourt     | Virginia Ruano Pascual | Nicole Arendt Ai Sugiyama                           | 4-6, 4-6         | details |
| 8.               | 2001-04-22 | WTA Charleston      | gravel        | Virginia Ruano Pascual | Lisa Raymond Rennae Stubbs                          | 7-5, 6-7, 3-6    | details |
| 9.               | 2001-05-20 | WTA Rome            | gravel        | Patricia Tarabini      | Cara Black Jelena Lichovtseva                       | 1-6, 1-6         | details |
| 10.              | 2002-03-31 | WTA Miami           | hardcourt     | Virginia Ruano Pascual | Lisa Raymond Rennae Stubbs                          | 6-7, 7-6, 3-6    | details |
| 11.              | 2002-07-07 | Wimbledon           | gras          | Virginia Ruano Pascual | Serena Williams Venus Williams                      | 2-6, 5-7         | details |
| 12.              | 2002-09-29 | WTA Leipzig         | tapijt (i)    | Janette Husárová       | Alexandra Stevenson Serena Williams                 | 3-6, 5-7         | details |
| 13.              | 2002-10-13 | WTA Filderstadt     | hardcourt (i) | Meghann Shaughnessy    | Lindsay Davenport Lisa Raymond                      | 2-6, 4-6         | details |
| 14.              | 2003-01-26 | Australian Open     | hardcourt     | Virginia Ruano Pascual | Serena Williams Venus Williams                      | 6-4, 4-6, 3-6    | details |
| 15.              | 2003-04-20 | WTA Amelia Island   | gravel        | Virginia Ruano Pascual | Lindsay Davenport Lisa Raymond                      | 5-7, 2-6         | details |
| 16.              | 2003-06-08 | Roland Garros       | gravel        | Virginia Ruano Pascual | Kim Clijsters Ai Sugiyama                           | 7-6, 2-6, 7-9    | details |
| 17.              | 2003-07-06 | Wimbledon           | gras          | Virginia Ruano Pascual | Kim Clijsters Ai Sugiyama                           | 4-6, 4-6         | details |
| 18.              | 2003-10-19 | WTA Zürich          | hardcourt (i) | Virginia Ruano Pascual | Kim Clijsters Ai Sugiyama                           | 6-7, 2-6         | details |
| 19.              | 2004-01-10 | WTA Auckland        | hardcourt     | Virginia Ruano Pascual | Mervana Jugić-Salkić Jelena Kostanić                | 6-7, 6-3, 1-6    | details |
| 20.              | 2004-05-16 | WTA Rome            | gravel        | Virginia Ruano Pascual | Nadja Petrova Meghann Shaughnessy                   | 6-2, 3-6, 3-6    | details |
| 21.              | 2004-08-01 | WTA San Diego       | hardcourt     | Virginia Ruano Pascual | Cara Black Rennae Stubbs                            | 6-4, 1-6, 4-6    | details |
| 22.              | 2004-10-17 | WTA Moskou          | tapijt (i)    | Virginia Ruano Pascual | Anastasija Myskina Vera Zvonarjova                  | 3-6, 6-4, 2-6    | details |
| 23.              | 2004-10-24 | WTA Zürich          | hardcourt (i) | Virginia Ruano Pascual | Cara Black Rennae Stubbs                            | 4-6, 4-6         | details |
| 24.              | 2006-01-14 | WTA Sydney          | hardcourt     | Virginia Ruano Pascual | Corina Morariu Rennae Stubbs                        | 3-6, 7-5, 2-6    | details |
| 25.              | 2006-07-08 | Wimbledon           | gras          | Virginia Ruano Pascual | Yan Zi Zheng Jie                                    | 3-6, 6-3, 2-6    | details |

### WTA-finaleplaatsen gemengd dubbelspel
| nr.              | finale     | toernooi        | ondergrond | partner      | tegenstanders                          | score    |         |
| ---------------- | ---------- | --------------- | ---------- | ------------ | -------------------------------------- | -------- | ------- |
| gewonnen finales |            |                 |            |              |                                        |          |         |
| geen             |            |                 |            |              |                                        |          |         |
| verloren finales |            |                 |            |              |                                        |          |         |
| 1.               | 2001-06-10 | Roland Garros   | gravel     | Jaime Oncins | Virginia Ruano Pascual Tomás Carbonell | 5-7, 3-6 | details |
| 2.               | 2002-01-27 | Australian Open | hardcourt  | Gastón Etlis | Daniela Hantuchová Kevin Ullyett       | 3-6, 2-6 | details |